# V494 Большой Медведицы
V494 Большой Медведицы (лат. V494 Ursae Majoris) — двойная затменная переменная звезда типа W Большой Медведицы (EW) в созвездии Большой Медведицы на расстоянии приблизительно 5200 световых лет (около 1594 парсеков) от Солнца. Видимая звёздная величина звезды — от +15,39m до +14,97m. Орбитальный период — около 0,2974 суток (7,1366 часов).